# 洛斯安第斯 (納里尼奧省)
洛斯安第斯是哥倫比亞的城鎮，位於該國西南部，由納里尼奧省負責管轄，始建於1845年，面積809平方公里，海拔高度870米，2005年人口14,870，人口密度每平方公里18.38人。
1°30′56″N 77°29′42″W / 1.51556°N 77.495°W